# Allobunodera mediovitellata
Allobunodera mediovitellata är en plattmaskart. Allobunodera mediovitellata ingår i släktet Allobunodera och familjen Allocreadiidae. Inga underarter finns listade i Catalogue of Life.